# Сідлецький Сергій Юрійович
Сергі́й Ю́рійович Сідле́цький (5 листопада 1983, Бердичів, УРСР, СРСР — 5 жовтня 2014, Донецька область, Україна) — молодший сержант Збройних сил України, учасник російсько-української війни. Один із «кіборгів».

## Життєвий шлях
Народився 1983 року в місті Бердичів. Закінчив бердичівську загальноосвітню школу ім. Т. Г. Шевченка. Пройшов строкову службу в лавах ЗСУ. Призваний за мобілізацією 20 березня, молодший сержант 4-ї роти 95-ї окремої Житомирської аеромобільної бригади, старший навідник.
13 травня 2014 року підрозділ 95-ї бригади, до складу якого входив Сергій Сідлецький, потрапив у засідку проросійських бойовиків під селом Октябрське неподалік Краматорська. Тоді загинуло 7 десантників, 9 дістали поранення та контузії. Контузії зазнав і Сергій, проте від госпіталізації відмовився.
Під час оборони Донецького аеропорту патрульний загін Сергія Сідлецького також зазнав обстрілу бойовиків. Бронетранспортер, у якому пересувались українські захисники, потрапив під шквальний обстріл з ручного гранатомета. Один з пострілів пробив броню і кумулятивний струмінь заряда пропалив тіло Сергія наскрізь. Температура займання була настільки високою, що тіло бійця побратимам доводилось гасити чотири рази.
Поховали героя в Гришківцях Бердичівського району. По смерті захисника залишилися дружина та маленький син. Сергій Сідлецький — один з героїв фільму про війну «На передовій».

## Нагороди та вшанування
За особисту мужність і героїзм, виявлені у захисті державного суверенітету та територіальної цілісності України, вірність військовій присязі під час російсько-української війни, відзначений — нагороджений
- 14 березня 2015 року — орденом «За мужність» III ступеня (посмертно)[2]
- на стіні будинку, де проживав Сергій, встановлено меморіальну дошку його честі
- нагрудний знак «За оборону Донецького аеропорту» (посмертно)
- Його портрет розміщений на меморіалі «Стіна пам'яті полеглих за Україну» в Києві: секція 4, ряд 2, місце 28
- 25 червня 2015 року на 66-й сесії Бердичівської міської ради вирішено перейменувати вулицю Димитрова на вулицю Сергія Сідлецького[3][4]